# バイオ燃料
バイオ燃料（バイオねんりょう、英語: biofuel）とは、バイオマスを利用して作られた燃料全般を言う。穀物などのように、食用としても使える原料を用いて製造した物を、第1世代バイオ燃料と呼ぶ。一方で、木質燃料や廃棄物などのように、非食用の原料を用いて製造した物を、第2世代バイオ燃料と呼ぶ。その構成分子により、気体・液体・固体、いずれのバイオ燃料も製造できる。これらは、いずれも再生可能エネルギーの1つとして扱われる。なお、かつては生命体であったものの、化石燃料はバイオ燃料に含まれない。バイオ燃料は、化石燃料の代替燃料としても扱われる。

## 概要

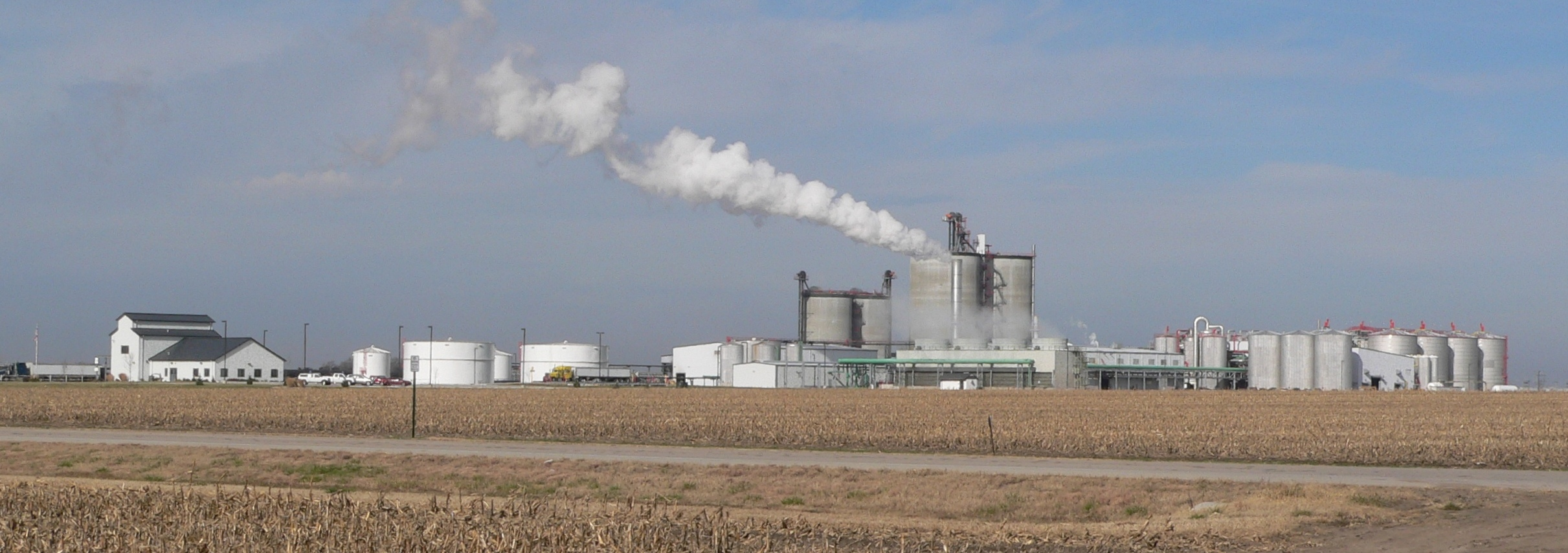
ネブラスカ州、フェアモントのバイオ燃料製造プラント。

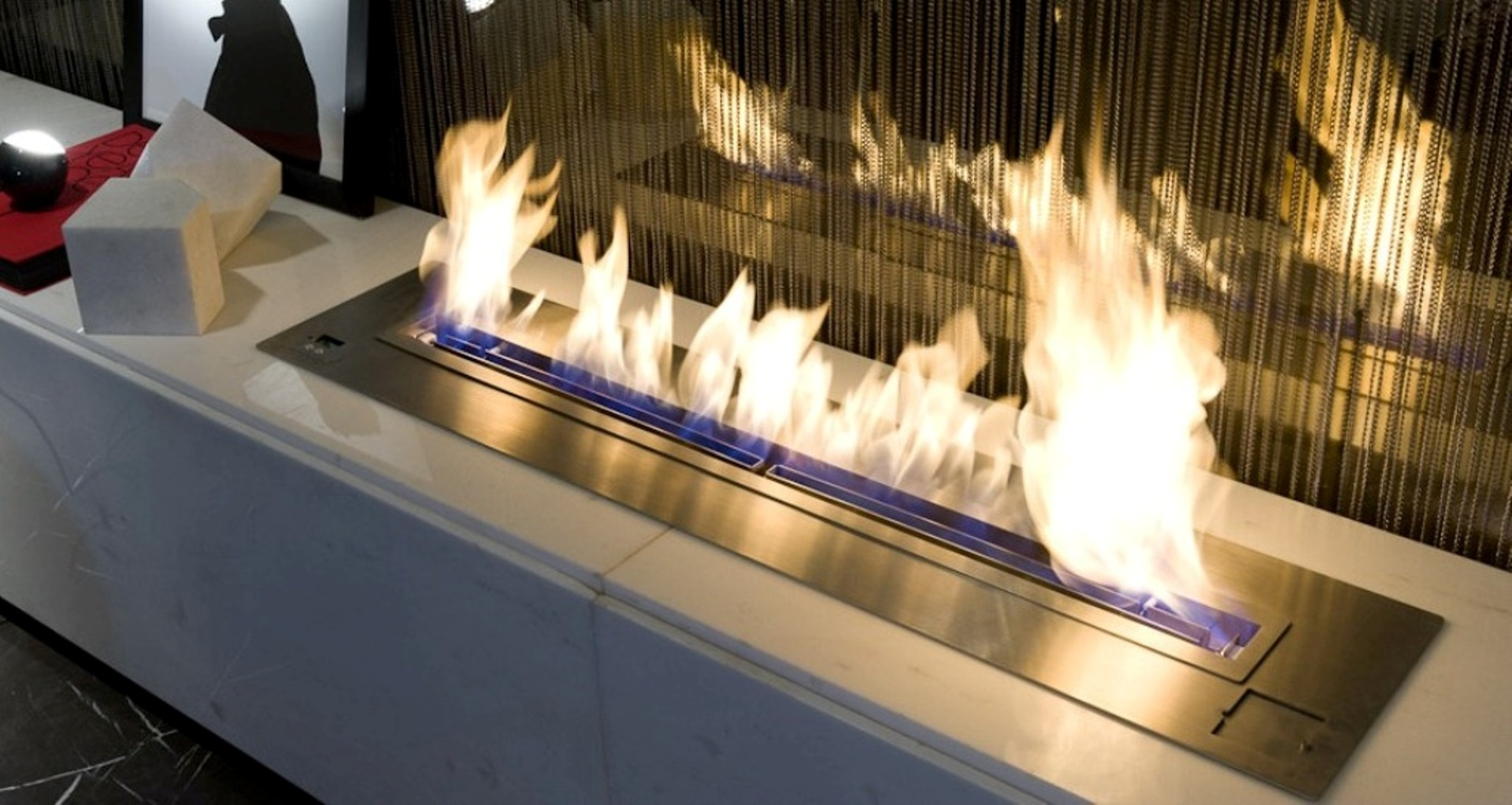
バイオ燃料の1種であるバイオエタノールの燃焼の様子。

バイオ燃料は、現生生物を利用して製造する燃料であるため、再生可能エネルギーの1つとして扱われ、化石燃料のような枯渇性資源を代替し得る「非枯渇性資源」として注目されている。また、地球温暖化問題によるCO2削減要請の高まりも相まって、カーボンニュートラルである点も注目される。このため、これまで化石燃料を大量に消費してきた分野において、化石燃料の代替燃料として使用される。例えば、ボイラーや暖房や火力発電や、航空機・自動車・船舶などの機械類を動かすための燃料としてである。このように様々な用途に使用されるため、バイオ燃料は直接燃焼させるだけでなく、用途に応じて加工される場合が有る。いずれにしても、アルコール燃料のような液体燃料、合成ガスのような気体燃料、コークス状やペレット状の固形燃料と、様々なバイオ燃料が製造される。
2016年9月にはICAO総会にて、航空業界に向けてCO2排出量の削減に関する枠組みで合意がなされ、航空バイオ燃料への注目が集まってきている。
なお、現生の生物を原料とするバイオ燃料と、大過去に生存していた生物の遺骸が変化した化石燃料で、決定的に違う点として、バイオ燃料には14Cが必ず含まれるのに対して、化石燃料には14Cが含まれない。なぜなら、14Cは、地球の大気に含有される窒素が、宇宙線の影響を受けて、常に14Cが生成し続けているわけだが、14Cの半減期は6千年に満たないからである。したがって、現生の生物は、炭素を含んだ化合物の代謝を行うせいで、必然的に14Cを生体内に取り込むため、それを原料としたバイオ燃料の分子にも14Cが必ず混じる。しかし、生物の遺骸が化石燃料に変化するだけの長期間が経過すると、もはや14Cは全て崩壊しており検出されない。このため、仮に化石燃料を「バイオ燃料」であると偽装しても、14Cの有無を調べれば、鑑別できる。

## 種類

### ガソリン代替オットー機関用燃料

#### バイオマスエタノール

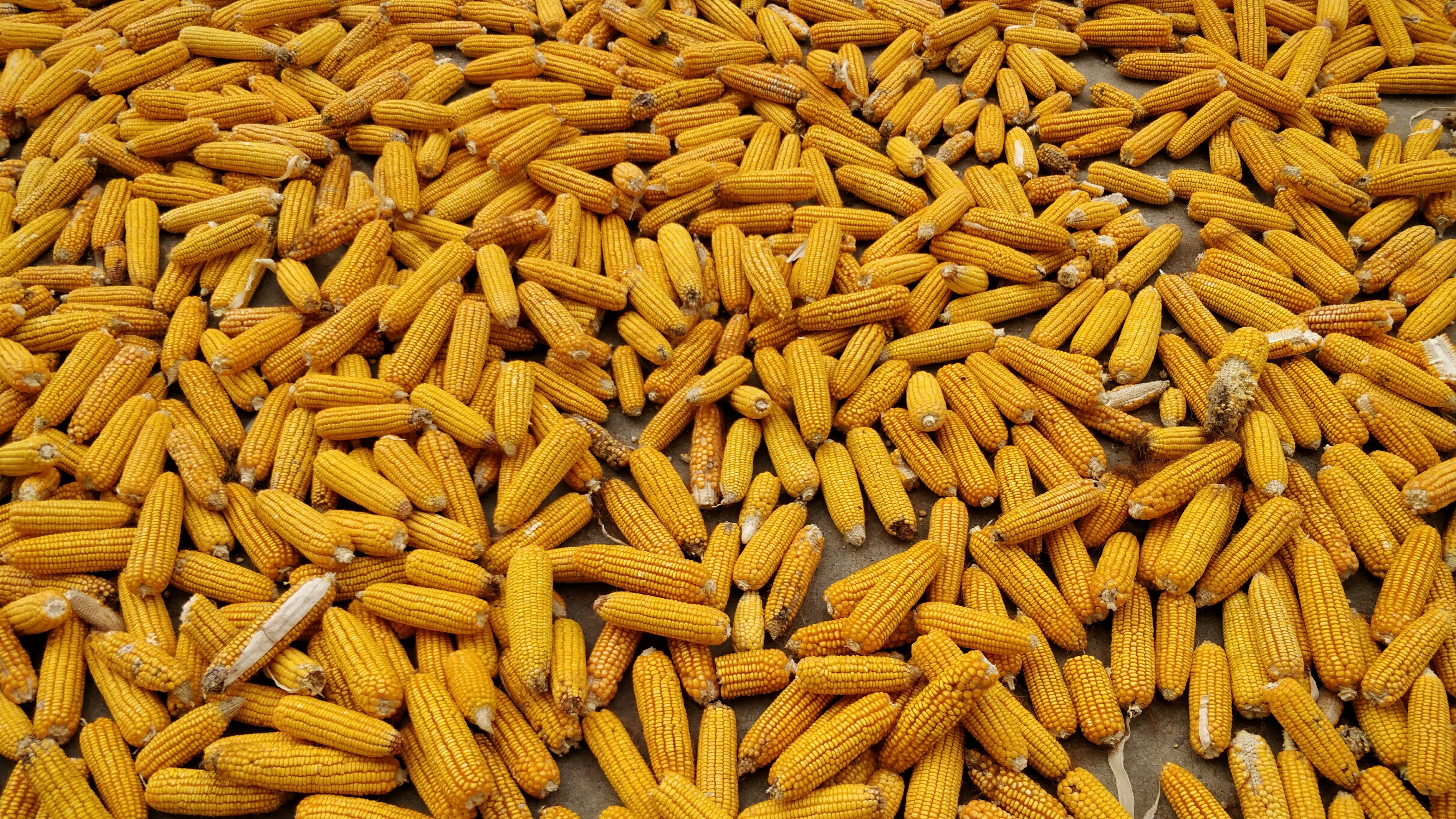
トウモロコシ。

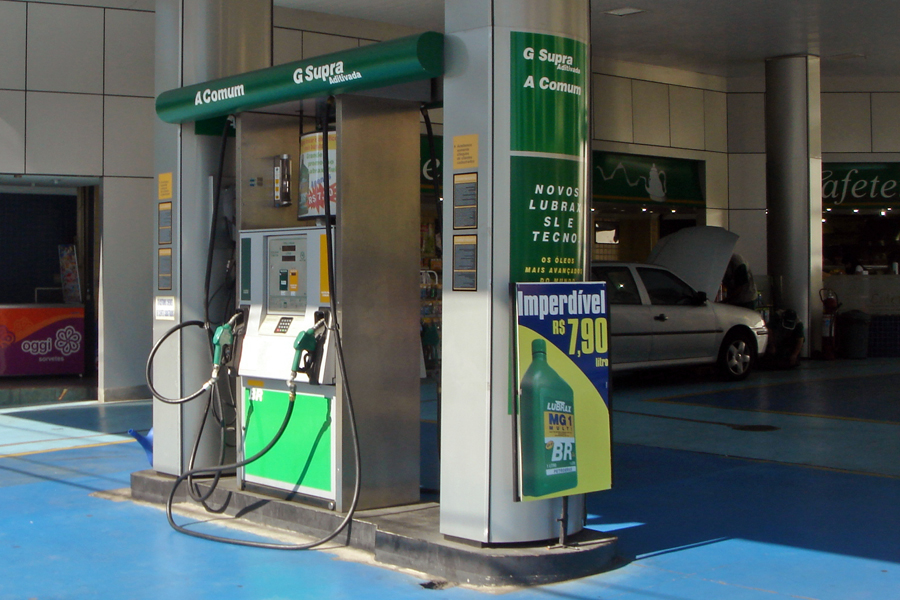
ブラジル、サンパウロの給油所。左奥(A)はエタノール100%燃料、右手前(G)はガソリン。

バイオマスエタノールは、ガソリンの代替品として用いられる。もちろん、アルコール燃料としても利用できる。
主にトウモロコシやサトウキビと言った安価に入手できる穀物や、廃糖蜜を原料に、まずは酒造と同様にアルコール醗酵させて、酵母にエタノールを作ってもらう。微生物が含まれた醗酵液を濾過して、さらに、精製して純度の高いエタノールにした物が、バイオマスエタノールとして製造されてきた。これが、第1世代のバイオマスエタノールである。なお、これは第1世代バイオ燃料に分類される。
しかし、穀物を原料にすると、食糧と競合するため、非食用の原料でのバイオマスエタノールの製造も模索されている。例えば、林業の間伐材、木材の廃材、また、食用にしないサボテン・草・藁・トウモロコシの茎などを原料に、植物体に含まれるセルロースを、熱や真菌を用いて分解してから、さらに、コリノ菌・酵母で醸造する方法で製造する第2世代のバイオマスエタノールが有る。セルロースを原料とするため、セルロシック・エタノール、俗にセルロースエタノールなどと呼ばれる場合も有る。なお、これは第2世代バイオ燃料に分類される。他に、化学合成したエタノールは飲用の酒としては使用が禁止されているものの、燃料としてであれば問題無いため、化学合成したエタノールも候補ではある。ただし、原料費は安価に抑えられても、製造工程が複雑な分だけ製造費が嵩むため、経済的生産法の開発が急がれている。なお、RITEとHONDAが、セルロース法の大幅なコストダウンを可能とするRITE-HONDA法を開発し、出光興産と三菱商事が合弁で大型プラントを立ち上げる計画がある。
バイオマスエタノールは分子内に酸素原子を1個含んでおり、炭化水素であるガソリンより、単位重量当たりの燃焼熱は劣る。それでも、向き不向きこそあれど、大抵の穀物は原料に出来るために原料を選ばない点、安価な穀物や、従来は産業廃棄物として扱われてきた穀物の搾りかすを使えば、原料費を抑えられる点、硫黄酸化物や窒素酸化物の排出が極めて少ない点、現生の植物を原料とする燃料なので新たなCO2を作り出さないためにカーボンニュートラルである点などの長所が存在する。
なお、アルコール燃料は、自動車の燃料として、その歴史の初期の時代から使われていた。しかし、石油が低価格で安定供給されるようになってから、アルコール燃料は注目されなくなっていた。しかし、1970年のオイルショック以降、再びメタノールやエタノールといったアルコール燃料に注目が集まった。その後ブラジルでは、100 %のエタノールが自動車用の燃料として実用化された。なお、バイオ燃料E85（ガソリンにエタノールを85%混ぜた燃料：IPSJ）は、通常のガソリンよりもCO2の排出量が70 %少ない。バイオ燃料が利用できるフレックス燃料車が広く普及しているブラジルでは、2007年5月にトヨタ自動車もバイオ燃料の使用が可能な自動車を発売した。そのような中で、多数の自動車を用いてきたアメリカ合衆国でも、自動車燃料に10 %のアルコール燃料を含んでいる物（E10 gas）が標準となっており、Gasohol （ガソホール/ガソール）とも呼ばれる。

この分野における後進国である日本でも、経済産業省が取り組みを始めた。2007年4月27日よりバイオマスエタノールを、数 %含んだガソリンの試験販売が開始された程度である。2007年時点では、日本国内では廃却処理に苦慮しているサトウキビやサトウダイコンの搾りかすである、バガスを使ったプラントでの試験を行なう予定だという。

#### ETBE
エタノールと、2-メチルプロパ-1-エンを反応させて合成する。

#### DMF
フルクトースやグルコースを原料にして製造する。2,5-ジメチルフランは、化学的にも比較的安定である。さらに、エタノールよりもエネルギー密度が高く、エタノールとは異なり水との分離精製が容易である。

### 軽油代替ディーゼルエンジン用燃料
主に大型自動車に向けた軽油の代替燃料である。しかし、船舶やディーゼル機関車など、大型のディーゼルエンジンを搭載した乗り物の燃料などとしても使用できる。また、軽油はガソリンと比べて引火し難いため、軍用車両の燃料としても軽油が用いられてきたわけだが、化石燃料の枯渇を見据えて、軍用車両などでも試用されている。
ガソリン代替燃料が農産物や農林廃棄物を原料にしたアルコール醗酵を利用しているのに対して、軽油代替ディーゼルエンジン用燃料は一般の動植物油脂をそのままメタノール処理または水素化分解して製造する。

#### BDF
第一世代のBDF（BioDieselFuel）は、動植物から採取された中性脂肪が持つ3箇所のエステル結合を全て切り、グリセリンとではなく、メタノールとエステル結合を作成するという、いわゆる、エステル交換を行って合成する。これにより、中性脂肪がエステルの形で持つ3分子の脂肪酸は、3分子のメタノールと脂肪酸のエステルに変わる。そして、不純物として遊離してくるグリセリンを除去して、精製した燃料がBDFである。ヨーロッパではナタネ油を主原料としたBDFを、軽油に5%前後混入して使用する例が有る。BDFは100%で使用した場合には、ディーゼルエンジン内での燃焼状態を良好に保ち、また、排気ガス中に粒子状の未燃物が混じらないようにする事が、化石燃料の軽油を用いた時よりも、技術的なハードルは上がる。と言うのも、化石燃料の軽油のような炭化水素と比べて、BDFは化学的に不安定な構造を持つ分子が混じっている上に、原料の動植物油に含まれる分子種が異なるためにBDFは様々な性状の分子の混合物にならざるを得ないからである。さらに言えばBDFは、化石燃料の軽油の精製過程のように、加熱すれば沸点の差で精製できるという物ではなく、むしろ、加熱されるとBDFに含まれる分子の中で化学的に反応性の高い部分の化学的な構造変化が促進され、酸化反応が起きたり、重合反応が起きたり、分解反応が起きたりして、BDFの性状の変化を促進してしまう。また、動植物から得られる中性脂肪が分子内に抱えている脂肪酸は、それぞれに違いが見られる。このために、例えば、ナタネ油やダイズ油を原料としたBDFは酸化劣化し易く、パーム油を原料としたBDFは低温時に固体に変化し易く、魚油を原料としたBDFはスランジでエンジン焼き付きが出易いなど、それぞれのBDFの原料に応じたtroubleの傾向が出現する。すなわち、C=C二重結合を含んだ不飽和脂肪酸が比較的多いナタネ油やダイズ油などの場合には、加熱や金属イオン共存などの影響により、酸化劣化して、重合反応などが発生し、次第に粘稠性が増したりして問題を引き起こす。また、不飽和脂肪酸の一般的な性質として融点が低い傾向が有るのに対して、C-C単結合しか有しない飽和脂肪酸の一般的な性質は融点が高い傾向が有る。したがって、不飽和脂肪酸が比較的多いナタネ油やダイズ油を原料としたBDFならば、比較的低温でも固体への状態変化が起き難いのに対して、飽和脂肪酸が比較的多いパーム油の場合を原料としたBDFは、低温に晒されると容易に固体へ状態変化して、問題を引き起こす。
参考までに、日本で見られる廃食用油再生ディーゼル燃料も、BDFの1種だが、廃食用油の自体が加熱を経験しており、すでに酸化劣化した油である上に、その食用油の原料は様々であるために様々な分子が混じらざるを得ないため、ここまでに挙げた全ての問題を引き起こす危険性を内包しており、さらにディーゼルエンジンの側に要求される技術水準は高くなる場合が有り得る。

#### BHF
第二世代のBHF（BioHydrocracking Fuel)とは、新日本石油が減圧軽油の水素化分解装置を使って、動植物油を分解するプロセスを試験して得られた、GTLと同等の高品質のバイオディーゼル燃料を指す。燃料中の酸素分が除去されて未燃の問題が、ワックスが分解されて固化の問題が改善する他に、グリセリンが分解されてグリセリンの廃棄問題が解決して、歩留まりも改善する。ただし水素化分解装置は、石油精製残渣油水素化分解装置の転用が利くものの、大規模な設備投資を必要とする。

### 重油代替燃料
船舶用エンジンでは元からA重油など品質の低い燃料油が使われていた事も有り、重油の代替燃料として、漁船用に魚油の生焚きなども検討されている。参考までに、重油が多く燃料として用いられてきた燃焼装置としては、他に例えばボイラーなどが挙げられる。

### ジェット燃料/軽油代替ガスタービン用燃料
航空機用ジェット燃料、軍艦/戦車用ガスタービン燃料、コジェネレーション用マイクロガスタービン燃料として灯油、ジェット燃料、軽油を代替する。航空機用燃料としては1 kg当たりの発熱量が高くなければならず、絶対条件とされる。このため、アルコールは発熱量が低いため使えず、動植物油かGTLが考えられている。陸海軍用はkg発熱量はそれ程重視されないが、戦闘中に引火しない事が条件のため、やはりアルコールは不適格と考えられている。
また、2008年にはニュージーランド航空がナンヨウアブラギリ油を、航空燃料の混和材として使用する試験を開始した。他にも、ヴァージン・アトランティック航空がココナツ油などを、航空燃料の混和材として使用する試験を開始した。
2009年1月には、JALがボーイング747の4基のエンジンの内、1基の燃料に従来の燃料50 %にバイオ燃料50 %を使用した「JALバイオ・フライト」を実施していた。しかし、JALは経営再建と効率化推進のため、
2011年03月に全てのボーイング747を引退させた。

## 第2世代バイオ燃料

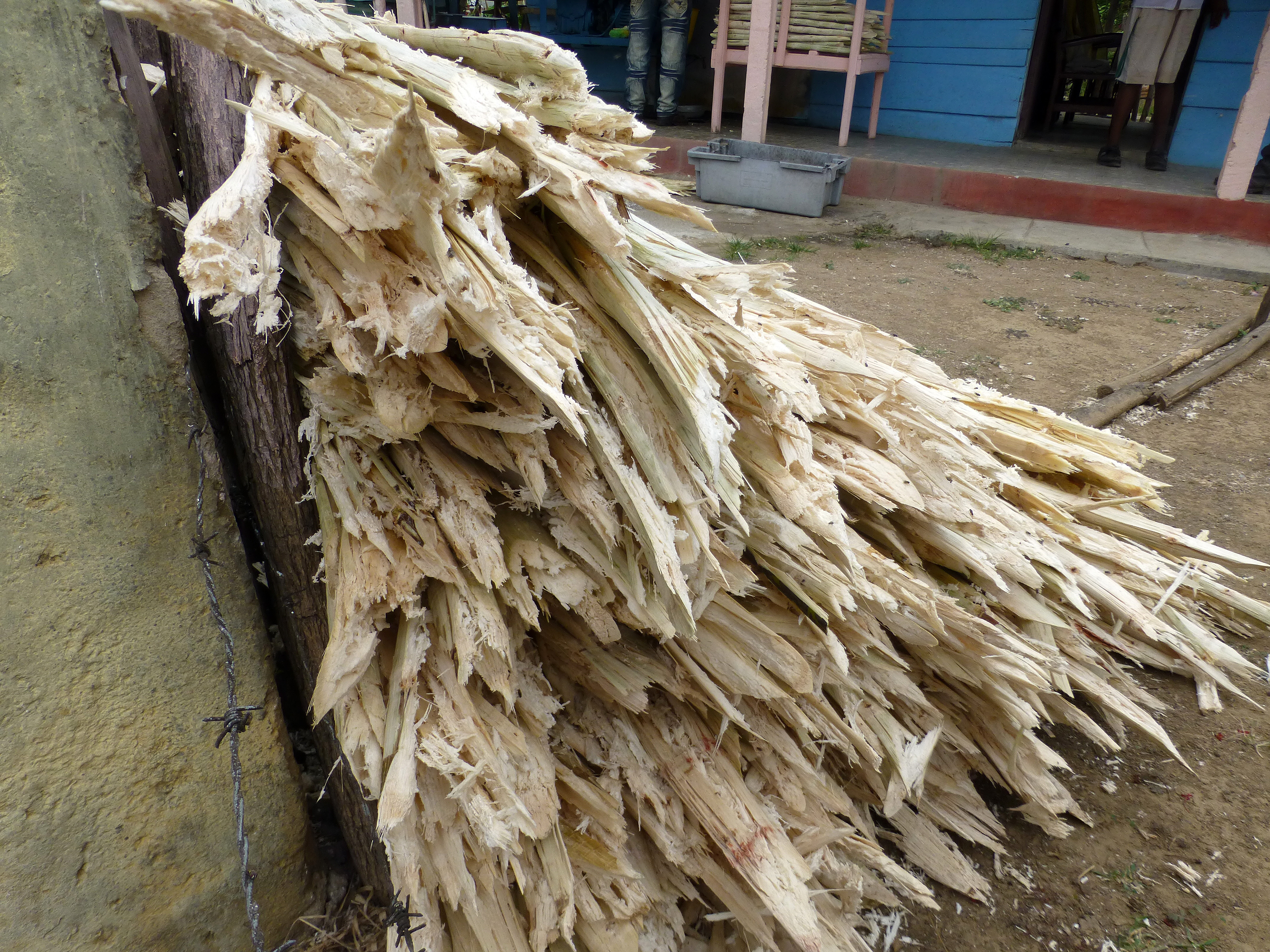
第2世代バイオ燃料の原料であるバガス。これはサトウキビの絞りカスであり、食用にはされない。

第1世代バイオ燃料では、例えばサトウキビやトウモロコシなどの食糧を原料としてバイオエタノールを製造していたが、これらの穀物の栽培により、飼料用穀物の作付面積が減り、穀物相場が高騰した。第2世代バイオ燃料では、あまり食用にされてこなかった藻類などのバイオマスや、古紙・古着、おが屑や牛糞など、様々な廃棄物に含まれる有機物を分解する方法により、バイオ燃料を製造する。従来は充分に利用されずに廃棄されてきた有機物を利用するため、需要が増えても穀物相場には影響を与え難い。その反面、燃料を製造した際の収率が低く、原材料は安価なものの、単位熱量当たりの製造費用で見た場合には、高くなる可能性が考えられる。2013年以降、各地でプラントが建設されつつあるものの、セルロースの分解のために超臨界水などを使用する。この方法は、製造費が高価になり易く、製造管理にも高度な知識や技術が要求されるために、あまり普及していない。さらには、2010年代に起きた、近年の原油相場の下落により、この方法は滞っている。
日本国内ではおからを原料にしたバイオエタノール精製への取り組みも行われており、静岡油化工業株式会社は、2008年3月から、産業廃棄物として処理されていたおからを再利用したバイオ燃料の製造を開始した。
植物の細胞壁に含まれるセルロースの効率的で素早い加水分解は、21世紀初頭の技術では難しい問題であった。例えば、熱と高い圧力をかけて超臨界水を使用したり、特殊な化学処理が必要であった。また、温和な条件で、酵素のセルラーゼを使って分解する方法も実施されていたものの、前処理に手間がかかり大変であった。
そんな状況下で、メリーランド大学カレッジパーク校のSteve Hutchesonは、チェサピーク湾の沼地で発見されたバクテリアのサッカロファガス デグラダンスが、強力なセルロース細胞壁の分解能を有する事を突き止めた。Zymetis社では、さらに効率良くセルロースを加水分解して糖にするために遺伝子を組み換えた結果、72時間で1トンのセルロースバイオマスを糖に変換できる事を実証した。
また、シロアリの消化器官内の共生菌によるセルロース分解プロセスが、バイオマスエタノールの製造に役立つ事が期待され、琉球大学や理化学研究所などで研究が進められる。
また、世界中の池や湖などに生息し、自ら油を生成する藻類の1種であるボトリオコッカスを培養し、培養液から抽出した油をバイオ燃料にする研究も行われている。同じく藻類のオーランチオキトリウムの研究も盛んになっている。株式会社ユーグレナ (企業)は同じく藻類のミドリムシから採れるバイオ燃料を使って実用化を2020年までに目指している。ミドリムシは好気的条件下では多糖で楕円形や円形の板状の結晶構造を作るパラミロンを貯蔵する。嫌気的条件下に置くとワックスエステル発酵により、パラミロンがミリスチルミリステートを主成分とするワックスエステルを生成する。倍加時間は約12時間であり、ユーグレナ細胞自体が大きいため、単位時間当たりのバイオマス生産量が多い点がバイオ燃料源としてミドリムシに着目した主な理由だ。ミドリムシには他にも、40％の高濃度の二酸化炭素を含んだ条件下でも培養可能な炭酸ガス耐性や放射性物質への高いストレス耐性を持つ上に、pH3の酸性培養での培養化が可能であるなどの特徴を持っている。生成されたワックスエステルから作られる燃料は低温でも固まり難い性質を持っているため、ジェット燃料の規格に適している。横浜市にバイオジェット燃料製造実証設備を建設し2019年から商用フライト用のバイオジェット燃料を生産する計画であるとしている。ユーグレナ社はエアロジーラボと共同で沖縄県の竹富島と石垣島の間で、ミドリムシ由来のバイオ燃料を使用したドローンの実証実験を行った。ドローンは約5.5 kmの距離を高度100 mで約15分間飛行し、最大飛行時間は150分で最大重量は4 kgの荷物運搬が可能である。
なお、バイオ燃料の製造に際して、下水処理やリンなどの資源回収などの付加価値を出す方法で、見かけ上のコストを削減する方法も検討されている。

## バイオガス

### バイオメタンガス
メタン菌によって、嫌気的に有機物を分解する方法により、メタンを生成する方法が有名である。下水や生ゴミなど、主に廃棄物を原料にできるため、農作物を原料として使用するバイオ燃料よりも資源の制約が少ない。その上に、既存の廃棄物処理施設を改造して、メタン回収・精製設備を設ければ良く、比較的少ない投資で実現可能である。また、例えば、下水処理を行う既存の施設でも、汚泥を微生物に嫌気的に分解させる手法が用いられており、その際などに生成されて大気中に放出されるメタンは、地球温暖化の原因でもある。そんな大気中に放出されてきたメタンを燃料として有効利用すれば、一石二鳥の効果が見込まれる。

### バイオ水素
バイオ水素とは、水素生産菌や光合成細菌によってバイオガスとして産生される水素である。シロアリの消化器官内にいる共生菌の中には、水素を生成する菌がいる事が確認されている。なお、水素の一般的な性質として、分子サイズが小さいために、特別な工夫をしないと貯蔵場所から漏出し易いという問題が有る。また、貯蔵場所の材料を適切に選択しないと、材料内部に水素が入り込んで膨張させる場合が有り、注意が必要である。例えば、多くの金属は水素を吸収し、膨張して脆くなる。このため、水素貯蔵合金なども開発されてきた。

## バイオコークス
植物由来のあらゆる廃材を高温高圧で石炭に似た物質に変化させ、固形燃料として利用する。バイオコークスの製造の際には、微生物を作用させる必要が無いという意味において、製造時の廃材のエネルギー損失が少ない。また、コークスの形に炭化させるため、原材料と比べて、体積が5分の1以下と減容化できる。炭化処理の際に出てくる可燃性の気体も上手く利用できれば、さらにエネルギー損失を抑えられる。さらに、製造されたバイオコークスは、化学的に安定している。
バイオコークスは、石炭コークスの代替として、既に実証段階に入っている。

## 微細藻燃料

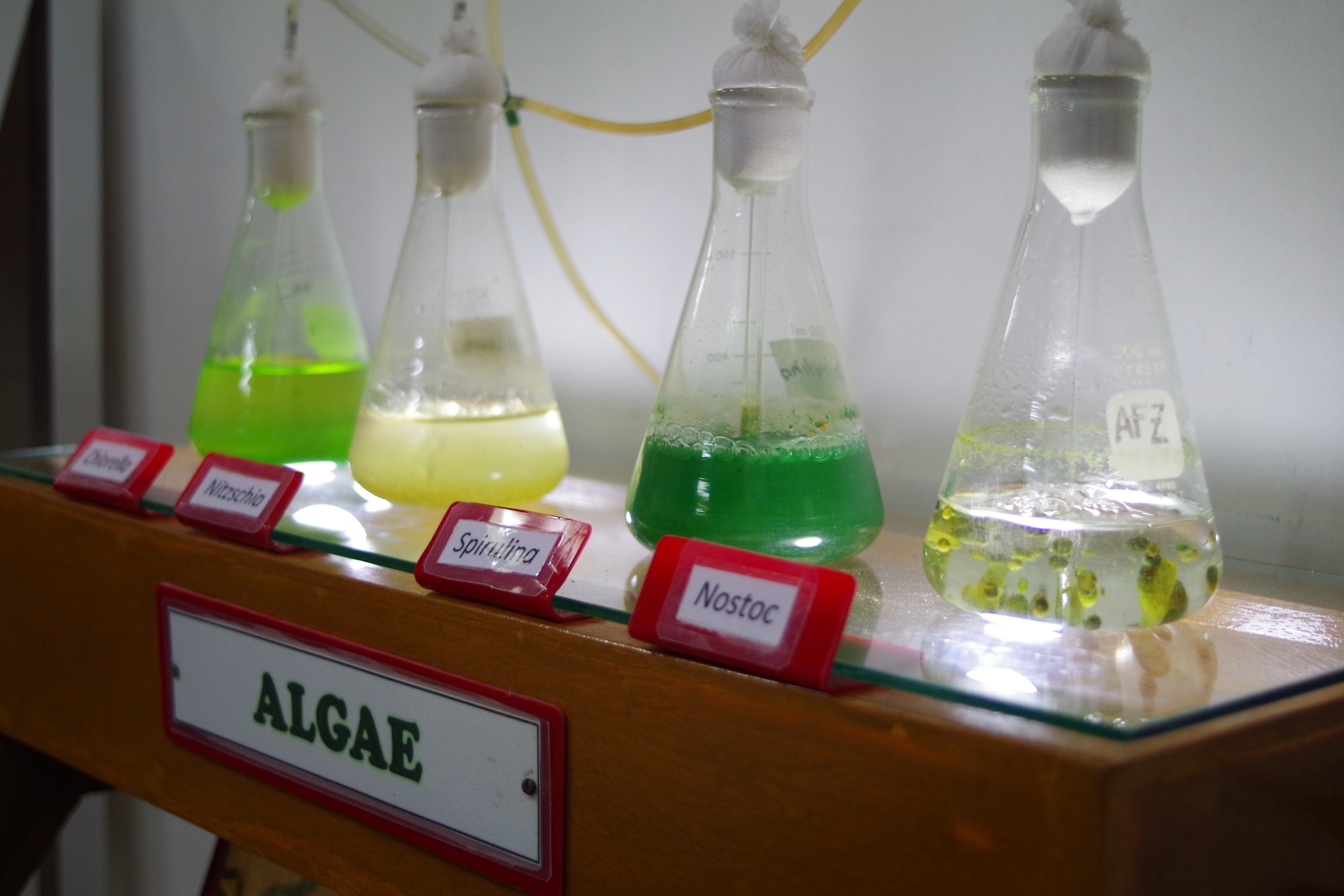
培養されている藻類。藻類の培養には、このように光を必要とする。

## 課題
バイオ燃料が普及する、あるいは増産するに当たり、以下の課題が存在している。
- 上記の通り、バイオ燃料は植物を利用する。特にバイオ燃料の原料として使い易い植物は、デンプン質の多い穀物である。バイオ燃料を大量に増産するには、当然ながら作物が大量に必要だが、特に政策などで推奨するなどしない限り、作物の耕作面積が急速には増えない。穀物の生産量が増えていない状態で、バイオ燃料の需要だけが伸びれば、穀物の値段の高騰を引き起こし、供給が不足する懸念が有る。また、バイオ燃料に使用される作物への転作が行われた結果として、バイオ燃料としては不向きな作物の価格も高騰し、不足に陥る可能性が有る。参考までに、日本の食料自給率は40 %程度（カロリーベース）に過ぎず、燃料に回せる分の穀物などが存在するのかという指摘も有る。これらにより食用作物以外での生産が望まれ、第二世代バイオ燃料が開発されている。
- 現在のところ、生産コストがガソリンのそれよりも幾分高く、日本の税制上、ガソリンと同じ扱いを受けるため、販売価格が高くなってしまう。2007年4月からの試験販売では、ガソリンとの差額分を経済産業省、石油連盟が負担している。
- バイオ燃料を使用すれば、CO2排出量は減ると言われている[注釈 1]。しかし、バイオ燃料の生産プラントの建設や、生産工程、輸送（2007年7月現在、日本で販売されているバイオ燃料はフランスから輸入されている）の各段階でどれほど燃料が消費され、CO2が排出されるか、実際に大量に生産を始めてみなければ分からない。プラント建設、あるいはバイオ燃料の元となる穀物を栽培する用地確保のために森林を伐採するなど、生産から使用までトータルで計ると環境に悪影響を及ぼすとする意見も有る。ただし日本の穀物用の畑については、現在各地で農家の引退や生産者の不足などを理由に土地が余っている傾向が見られ、宮城県登米市ではバイオ燃料用に休耕田で多収穫米試験栽培が始まっており、コストダウンが最大の課題だという[45][46]。
- バイオ燃料には、バイオメタンやバイオコークスなどのように化学的に比較的安定しており、化石燃料と同様に使える物も有る。その一方で、例えばC=C二重結合を有した分子などは、酸化されたり、重合反応を起こしたりして、化学構造の変化に伴い性状が変化し易い。さらに、この反応は加熱されると促進される。ゆえに保存場所や容器などを適切にする必要が有るため、自動車や飛行機などの燃料として利用する場合には、燃料タンクの改良が必要になる可能性も有る。これらの問題もバイオ燃料の生産コストを引き上げる要因となっており、大量生産に繋げるためにはハード面の技術革新も同時並行で進める必要が有る。また将来的に採算性がとれるかどうかは実際に使用しないと分からないため、進化した先の未来像の予測は困難である。
- 一般の燃料に比べ、亜酸化窒素(N2O)の放出量が2倍で、N2OはCO2の約310倍の温室効果を持つため、地球温暖化を防止するどころか、かえって地球温暖化を促進させるのではないかとパウル・クルッツェン博士などが指摘している[47][48]。
- 地球温暖化は複数種の温室効果ガスが引き起こしているという側面が有る。そのため、CO2だけを削減したとしても、結果的にそれが問題の解決に繋がるかと言えば、必ずしもそうとは言えないかもしれない。もっとも、大気中に放出されると、CO2よりも激しい温室効果を引き起こすメタンなどを、燃料として消費して、二酸化炭素と水にしてしまう事なども考えられてはいる。ただ、電気自動車やバイオ燃料に頼るだけでなく、総合的な温室効果ガスの削減が実現できなければ、地球温暖化問題の根本的な解決に繋がらない恐れが有る。